# Michael Schrader
Michael Schrader (ur. 1 lipca 1987 w Duisburgu) – niemiecki lekkoatleta specjalizujący się w wielobojach.
Nie ukończył zmagań dziesięcioboju podczas juniorskich mistrzostw świata w 2006. Rok później był szósty na młodzieżowym czempionacie Europy w Debreczynie. Dziesiąty zawodnik igrzysk olimpijskich w Londynie (2008).
W latach 2009–2012 zmagał się z kontuzją prawej stopy, która uniemożliwiała mu start w dużych imprezach. W 2013 sięgnął po srebro mistrzostw świata w Moskwie.
Złoty medalista mistrzostw Niemiec.
Rekord życiowy w dziesięcioboju: 8670 pkt. (11 sierpnia 2013, Moskwa).

## Osiągnięcia
| Rok  | Impreza                        | Miejsce   | Konkurencja            | Lokata      | Wynik     |
| ---- | ------------------------------ | --------- | ---------------------- | ----------- | --------- |
| 2006 | Mistrzostwa świata juniorów    | Pekin     | dziesięciobój juniorów | –           | DNF       |
| 2007 | Młodzieżowe mistrzostwa Europy | Debreczyn | dziesięciobój          | 6. miejsce  | 7709 pkt. |
| 2008 | Igrzyska olimpijskie           | Pekin     | dziesięciobój          | 10. miejsce | 8194 pkt. |
| 2013 | Mistrzostwa świata             | Moskwa    | dziesięciobój          | 2. miejsce  | 8670 pkt. |
| 2015 | Mistrzostwa świata             | Pekin     | dziesięciobój          | 7. miejsce  | 8418 pkt. |